# North American B-25 Mitchell
El North American B-25 Mitchell fue un bombardero medio bimotor estadounidense de los años 40, fabricado por la compañía North American Aviation. Fue usado por muchas fuerzas aéreas de los países Aliados, en todos los teatros de la Segunda Guerra Mundial, así como en otras muchas fuerzas aéreas después de que finalizara la guerra, prestando servicio por cuatro décadas.
El B-25 fue nombrado Mitchell en honor al general Billy Mitchell, un pionero de la aviación militar estadounidense que demostró que un bombardero podía hundir un acorazado. El B-25 es el único avión militar estadounidense que recibió el nombre de una persona concreta. Al finalizar su producción, se habían fabricado cerca de 10 000 ejemplares del B-25 en diferentes versiones. Estas incluyen algunos modelos derivados como el bombardero de patrulla PBJ-1 de la Armada y del Cuerpo de Marines, y el avión de fotorreconocimiento F-10 de la Fuerza Aérea estadounidenses.

## Diseño y desarrollo

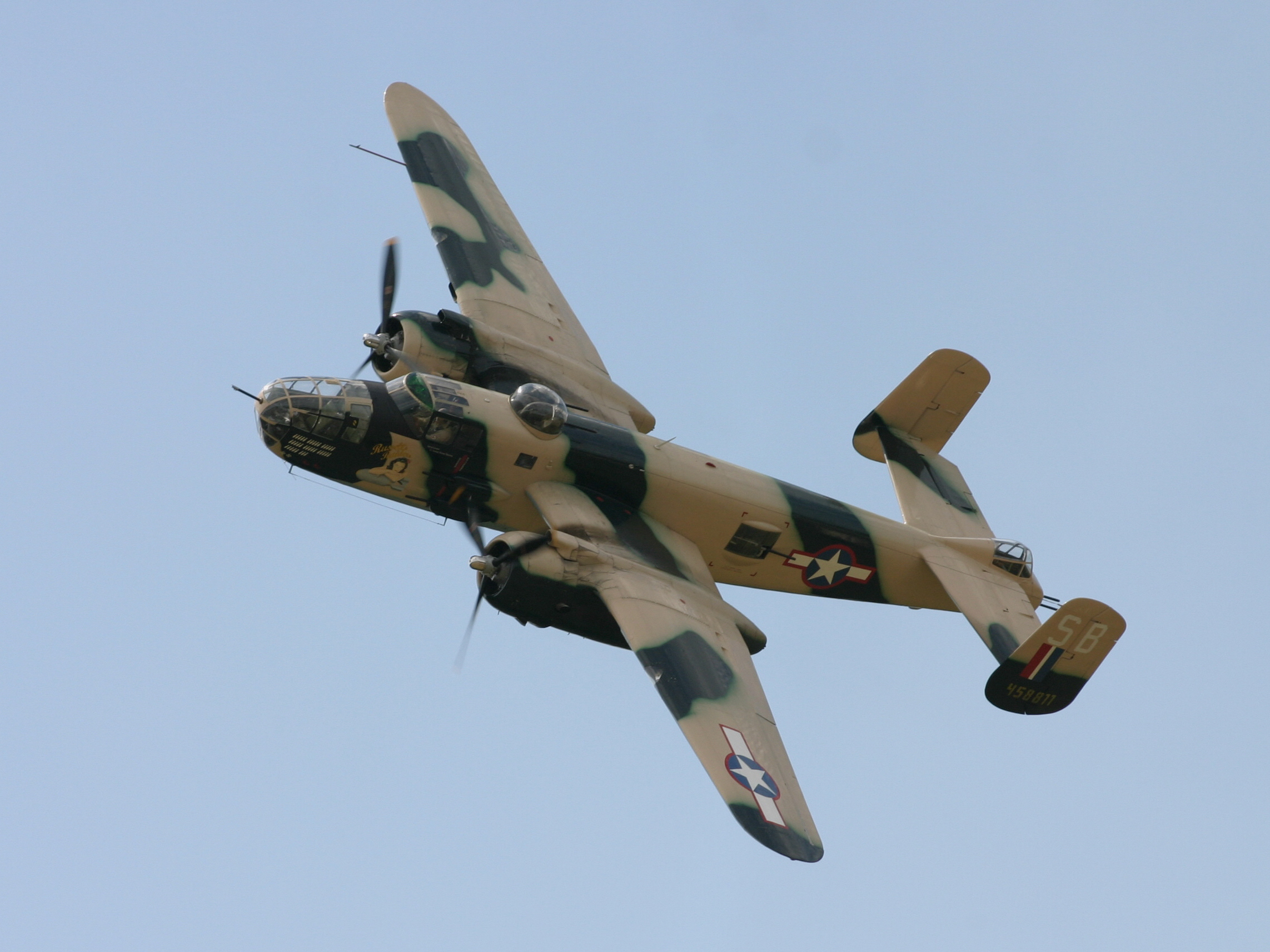
Un North American B-25 Mitchell volando en International Air Show Góraszka de 2007.

El proyecto original del bombardero se deriva del prototipo NA-40, diseñado por el director de North American, James H. Kindelberger. El NA-40 era un monoplano de ala alta, con tren de aterrizaje triciclo y retráctil con tres tripulantes; equipado con dos motores radiales Pratt & Whitney R-1830-S6C3-G de 1100 hp, bastante menos potentes y fiables que sus sustitutos, los dos Wright GR-2600-A71 Cyclone de 1300 hp;  el NA-40B resultante fue entregado el mes de marzo de 1939 al USSSC para su evaluación. El prototipo resultó destruido al cabo de dos semanas durante unas pruebas, por un error de pilotaje.
Pero basándose en los resultados obtenidos por este, North American fue autorizada a proseguir el desarrollo. El diseño NA-26, completado en septiembre de 1939, tenía la configuración alar diferente, el ala ya no era de implantación alta, sino media, el fuselaje había sido ampliado para permitir la situación lado a lado del piloto y el copiloto/navegante en una cabina de disposición mejorada, y motores Wright R-2600-9 Cyclone de 1700 hp unitarios para compensar el mayor peso bruto y la superior carga de bombas; fue presentado al USAAC (United States Army Air Corps, Cuerpo Aéreo del Ejército de los Estados Unidos), que ordenó su producción denominándolo B-25 Mitchell.
El primer B-25 voló en agosto de 1940 y su designación cambió a la de B-25A tras haberse completado 24 ejemplares de serie. Esta versión, de la que se montaron 40 aparatos, introducía blindajes y depósitos autosellantes; el resto del contrato inicial (120 unidades) fue completado con la variante B-25B, que incorporaba torretas dorsal y ventral servoasistidas. La producción del B-25C totalizó 1619 ejemplares; esta variante presentaba piloto automático, motores R-2600-13 y soportes subalares adicionales para más bombas. A continuación se construirían 2290 unidades de la versión B-25D, bastante similar a la anterior.
Los bombarderos Mitchell se hicieron famosos por la histórica incursión contra suelo japonés del 18 de abril de 1942, cuando dieciséis B-25 capitaneados por el teniente coronel Doolittle, en la llamada Incursión Doolittle, despegaron del portaaviones USS Hornet (convirtiéndose así en los aviones más pesados que hasta la fecha habían operado embarcados) y bombardearon las ciudades japonesas de Tokio, Kanagawa, Kōbe, Nagoya, Osaka, Yokohama y los astilleros de Yokosuka (a una distancia aproximada de 1290 km), y pusieron rumbo a China, donde la mayoría realizaron aterrizajes forzosos. El efecto real de los bombardeos de Doolittle fue mínimo, pero sus consecuencias psicológicas en la moral de ambos ejércitos fueron grandes. China también atacó a Japón con este bombardero, que operaba desde pistas semipreparadas de tierra o hierba, bombardeando los centros de reaprovisionamiento japoneses.

### Armamento
Su carga normal de bombas era de 2267,96 kg (5000 libras). Algunas versiones se armaron con un cañón de 75 mm y en otras hasta con 13 ametralladoras de calibre 12,7 mm. Una de las versiones usó ocho ametralladoras de calibre 12,7 mm en el morro y 14 puntos más que apuntaban hacia adelante. Podríamos decir que las siguientes configuraciones eran las más comunes del B-25.
- Ametralladoras: entre 12 y 18 Browning M2 de 12,7 mm en los puestos de cola, superior y del morro, así como en los soportes móviles laterales y las 4 posiciones laterales fijas hacia adelante.
- Bodega: capacidad de más de 2700 kg en bombas en diferentes configuraciones.
- Puntos fijos: 8 Cohetes Aéreos de Alta Velocidad (HVAR) de 127 mm.
- Torpedo: un torpedo aéreo Mark 13 con una carga de 900 kg en la bodega.

## Historia operacional

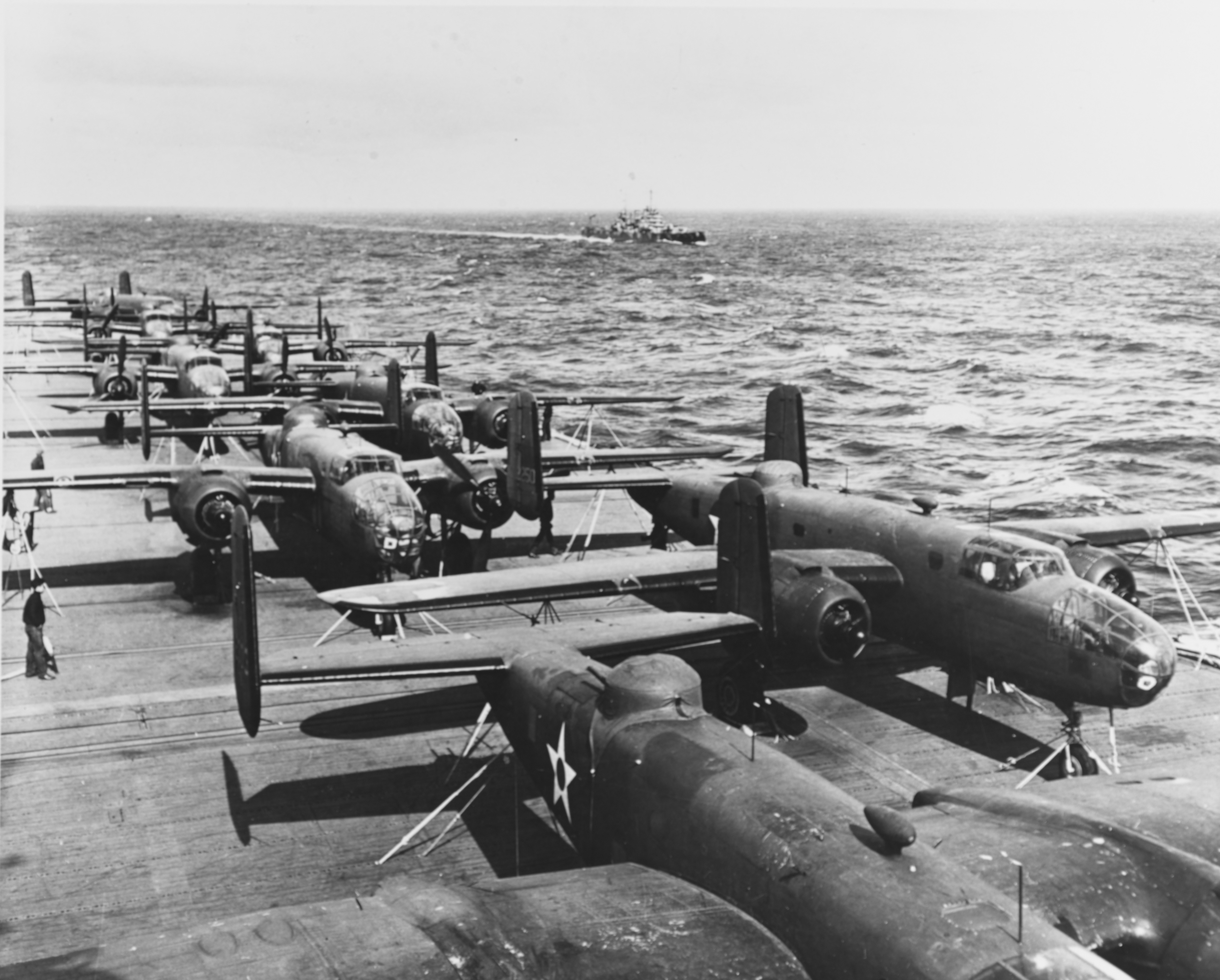
Bombarderos B-25 sobre la cubierta del portaaviones USS Hornet.

### Preguerra
El USAAC recibió su primer B-25 en febrero de 1941. Los primeros 24 B-25 se destinaron a la patrulla marítima. La misma misión asumieron los 40 B-25A que se recibieron a lo largo de 1941.
Antes de que Estados Unidos entrara en guerra, algunos B-25B se vendieron a la RAF, que los empleó desde agosto de 1941 en una Unidad de Capacitación Operacional basada en Bahamas, y Países Bajos, aunque estos últimos acabarían siendo incautados por el Ejército estadounidense.

### Pacífico y Lejano Oriente
Los B-25 Mitchell de las USAAF tuvieron un gran éxito en las operaciones en el Pacífico contra los japoneses.
Oficialmente, la primera misión realizada por un B-25 Mitchell tuvo lugar en el Pacífico el 24 de diciembre de 1941, cuando un B-25 hundió a un submarino japonés cuando tomaba parte en la defensa de la costa Oeste. Meses después, el B-25 Mitchell pasaría a la Historia por el bombardeo de Tokio, cuando 16 B-25B despegaron desde el portaaviones USS Hornet.
En la primavera de 1942, los primeros B-25C empezaron a llegar al Pacífico Sur. Una docena de B-25 comprados por Países Bajos que se encontraban en Australia fueron incautados por los estadounidenses para su empleo contra los japoneses en Filipinas y Nueva Guinea. Los B-25 Mitchell tenían mayor autonomía que los bombarderos medios B-26, lo que unido a su menor velocidad de aterrizaje los hacían más apropiados para operar en las bases en las islas, y por tanto fue usado por la Armada, los Marines y las USAAF.
Debido a las condiciones del terreno selvático en el teatro del Pacífico Sur, las misiones de bombardeo para las cuales inicialmente fue diseñado eran difíciles de cumplir. Las tripulaciones de los B-25 de la 5ª Fuerza Aérea emplearon sus aviones agresivamente como aviones de ataque al suelo, apoyando a las tropas o en misiones de bombardeo a baja cota, ametrallando y lanzado bombas de fragmentación sobre las bases japonesas localizadas en Nueva Guinea y las Filipinas. Los B-25 realizaron frecuentes misiones para interrumpir el flujo de refuerzos japoneses mediante ataques a las embarcaciones de transporte japoneses. 
Los Grupos Quinto y Decimotercero de bombardeo devastaron los blancos japoneses de 1942 a 1945. En el Pacífico, las misiones de ataque a baja altura eran muy importantes, por ello numerosos B-25 del Ejército y del Cuerpo de Infantería de Marina fueron equipados con un morro armado con ocho ametralladoras Browning del calibre 12,7 mm. Además, disponían de cuatro o más ametralladoras adicionales montadas a los lados del morro. Con al menos una docena de ametralladoras del calibre 12,7 mm disparando hacia el frente demostraron su efectividad contra cualquier blanco que encontraran, incluyendo destructores y cruceros ligeros japoneses. Posteriormente se añadieron cohetes y hasta un cañón de 75 mm para añadir potencia de fuego.
En Birmania, los B-25 fueron usados como bombarderos de precisión para interrumpir las vías terrestres japonesas, destruyendo los puentes. También fueron usados como transportes en la región de Imphal, durante el año de 1944.
Otros importantes usuarios de los B-25 fueron Países Bajos, la China del Kuomintang y Australia. En la RAAF remplazaron a los Bristol Beaufighter en las misiones de ataque a baja altura.

### Mediterráneo y Norte de África
La RAF destinó algunos de los B-25 Mitchell II a la Fuerza Aérea del Desierto, luchando contra el Afrikakorps desde 1942.
Las primeras unidades de B-25 de las USAAF llegaron a Egipto a tiempo para tomar parte en la Batalla por El Alamein. Luego, más unidades equipadas con B-25 llegaron al norte de África para apoyar a las tropas aliadas en la campaña, la invasión de Sicilia y el avance sobre Italia de los Aliados. En Italia nuevamente fue usado para atacar carreteras, puentes y vías férreas. Los ataques a baja altura se abandonaron ante las pérdidas que la defensa antiaérea alemana se cobraba.
Debido a su mayor alcance que el B-26 Marauder, el B-25 realizó incursiones profundas en Europa y África, sufriendo numerosas pérdidas.

### Europa occidental
Las USAAF no llegaron a emplear los B-25 en Europa occidental. La RAF recibió varios centenares de Mitchell Mark II. En 1943 hizo su primer empleo en combate sobre Europa, empleándose desde entonces contra nudos de comunicaciones y transporte en Francia y en los Países Bajos. Después del Día D, la RAF trasladó sus cuatro escuadrones de B-25 al continente para apoyar el avance aliado. En 1943, un Escuadrón neerlandés de la RAF empezó a operar con B-25, y en la primavera de 1945 un escuadrón adicional de Mitchell fue creado en la RAF, perteneciente a la Francia Libre. 
La RAF usó alguno de sus Mitchell como transporte de tropas en Francia y Bélgica.

### Frente del Este
La URSS recibió varios centenares de B-25, que fueron muy apreciados por los pilotos soviéticos. En el Frente del Este, las misiones que se realizaban era reconocimiento y ataque nocturno, para lo que se les equipaba con un depósito auxiliar en la bodega de bombas.

### Atlántico
Canadá contó con aviones B-25 Mitchell que realizaron operaciones de patrulla marítima, al igual que los B-25 que recibió Brasil.

### Servicio por operadores
El B-25 fue operado por en total 23 países, que los emplearon en diversos cometidos (patrulla marítima, bombardeo, entrenamiento, foto reconocimiento, avión de ataque, etc.).

#### Reino Unido
La Real Fuerza Aérea (RAF) fue uno de los primeros clientes del B-25 a través del programa Lend-Lease. Los primeros Mitchell recibieron el nombre de servicio Mitchell I de la RAF, y fueron entregados en agosto de 1941 a la Unidad de Entrenamiento Operacional No. 111 con sede en las Bahamas. Estos bombarderos se utilizaron exclusivamente para entrenamiento y familiarización, y nunca alcanzaron el estado operativo. Los B-25C y D fueron designados Mitchell II. En total, se entregaron 167 B-25C y 371 B-25D a la RAF. La RAF probó la serie G armada con cañones, pero no adoptó la serie ni la siguiente serie H.
A finales de 1942, la RAF había recibido un total de 93 Mitchell, modelos I y II. Algunos sirvieron con escuadrones del Grupo Nº 2 de la RAF, la fuerza táctica de bombarderos medios de la RAF. La primera operación de la RAF con el Mitchell II tuvo lugar el 22 de enero de 1943, cuando seis aviones del Escuadrón N.° 180 de la RAF atacaron instalaciones petroleras en Gante. Después de la invasión de Europa (para la cual el Grupo Punto 2 formaba parte de la Segunda Fuerza Aérea Táctica), los cuatro escuadrones de Mitchell se trasladaron a bases en Francia y Bélgica (Melsbroek) para apoyar a las fuerzas terrestres aliadas. A los escuadrones británicos de Mitchell se les unió el Escuadrón No. 342 (Lorraine) de la Fuerza Aérea Francesa en abril de 1945.
Como parte de su traslado desde el Mando de Bombardeo, el Escuadrón No 305 (polaco) voló Mitchell II de septiembre a diciembre de 1943 antes de convertirse al de Havilland Mosquito. Además de por el Grupo No. 2, el B-25 fue utilizado por varias unidades de la RAF de segunda línea en el Reino Unido y en el extranjero. En el Lejano Oriente, la PRU No. 3, que consistía en los Escuadrones No. 681 y 684, voló el Mitchell (principalmente Mk II) en salidas de reconocimiento fotográfico.

#### Real Fuerza Aérea Canadiense
La Real Fuerza Aérea Canadiense (RCAF) utilizó el B-25 Mitchell para entrenar durante la guerra. El uso de posguerra había continuado las operaciones con la mayoría de 162 Mitchell recibidos. Los primeros B-25 se habían desviado originalmente a Canadá de los pedidos de la RAF. Estos incluyeron un Mitchell I, 42 Mitchell II y 19 Mitchell III. El Escuadrón No 13 (P) se formó extraoficialmente en RCAF Rockcliffe en mayo de 1944 y utilizó Mitchell II en salidas de fotografía aérea a gran altitud. La Unidad de Entrenamiento Operativo No. 5 en Boundary Bay y Abbotsford, Columbia Británica, operó el B-25D Mitchell en el rol de entrenamiento junto con B-24 Liberator for Heavy Conversion como parte del BCATP. La RCAF retuvo el Mitchell hasta octubre de 1963.
El Escuadrón No 418 (Auxiliar) recibió su primer Mitchell II en enero de 1947. Le siguió el No 406 (Auxiliar), que voló Mitchell II y III desde abril de 1947 hasta junio de 1958. El No 418 operó una combinación de II y III hasta marzo de 1958. El Escuadrón No 12 del Mando de Transporte Aéreo también voló Mitchell III, junto con otros modelos, desde septiembre de 1956 hasta noviembre de 1960. En 1951, la RCAF recibió 75 B-25J adicionales de las existencias de la USAF para compensar el desgaste y equipar varias unidades de segunda línea.

#### Real Fuerza Aérea Australiana
Los australianos recibieron Mitchell en la primavera de 1944. El escuadrón conjunto australiano-neerlandés No. 18 (Indias Orientales Holandesas) de la RAAF tenía Mitchell más que suficientes para un escuadrón, por lo que el excedente se destinó a reequipar al Escuadrón No. 2 de la RAAF, reemplazando sus Beaufort.

#### Fuerza Aérea Neerlandesa
Durante la Segunda Guerra Mundial, el Mitchell sirvió en cantidades bastante grandes con la Fuerza Aérea del gobierno neerlandés en el exilio. Participaron en combates en las Indias Orientales, así como en el frente europeo. El 30 de junio de 1941, la Comisión de Compras de los Países Bajos, actuando en nombre del gobierno holandés en el exilio en Londres, firmó un contrato con North American Aviation para 162 aviones B-25C. Los bombarderos iban a ser enviados a las Indias Orientales Neerlandesas para ayudar a disuadir cualquier agresión japonesa en la región.
En febrero de 1942, British Overseas Airways Corporation acordó transportar 20 B-25 neerlandeses desde Florida a Australia viajando a través de África e India, y otros 10 a través de la ruta del Pacífico Sur desde California. Durante marzo, cinco de los bombarderos de la orden neerlandesa habían llegado a Bangalore, India, y 12 habían llegado a Archerfield en Australia. Los B-25 en Australia se utilizarían como el núcleo de un nuevo escuadrón, designado No. 18. Este escuadrón estaba integrado conjuntamente por tripulaciones aéreas australianas y neerlandesas, más un puñado de tripulaciones aéreas de otras naciones, y operó bajo el mando de la Real Fuerza Aérea Australiana para el resto de la guerra.
Los B-25 del Escuadrón No. 18 fueron pintados con la insignia nacional neerlandesa (en ese momento una bandera neerlandesa rectangular) y llevaban seriales de la NEIAF. Descontando los diez B-25 "temporales" entregados al Escuadrón 18 a principios de 1942, la NEIAF recibió un total de 150 Mitchell, 19 en 1942, 16 en 1943, 87 en 1944 y 28 en 1945. Volaron realizando incursiones de bombardeo contra objetivos japoneses en las Indias Orientales. En 1944, el más capaz B-25J Mitchell reemplazó a la mayoría de los modelos C y D anteriores.
En junio de 1940, el Escuadrón N.° 320 de la RAF se había formado a partir de personal que anteriormente servía en el Servicio Aéreo Naval Real Neerlandés, que había escapado a Inglaterra después de la ocupación alemana de los Países Bajos. Equipado con varios aviones británicos, el Escuadrón No. 320 voló patrullas antisubmarinas, misiones de escolta de convoyes y realizó tareas de rescate aéreo-marítimo. Adquirieron el Mitchell II en septiembre de 1943, realizando operaciones en Europa contra emplazamientos de armas, patios de ferrocarril, puentes, tropas y otros objetivos tácticos. Se trasladaron a Bélgica en octubre de 1944 y pasaron al Mitchell III en 1945. El Escuadrón No. 320 se disolvió en agosto de 1945. Después de la guerra, las fuerzas neerlandesas utilizaron los B-25 durante la Revolución Nacional de Indonesia.

#### Fuerza Aérea Soviética
Estados Unidos suministró 862 B-25 (modelo B, D, G y J) a la Unión Soviética en régimen de Préstamo y Arriendo durante la Segunda Guerra Mundial, a través de la ruta de traslado Alaska-Siberia (ALSIB).
Otros B-25 dañados llegaron o se estrellaron en el Lejano Oriente de Rusia, y un avión del Raid de Doolittle aterrizó allí sin combustible después de atacar Japón. Este único avión en condiciones de vuelo para llegar a la Unión Soviética se perdió en un incendio en un hangar a principios de la década de 1950, mientras se sometía a mantenimiento de rutina. En general, el B-25 fue operado como un bombardero diurno táctico y de apoyo terrestre (ya que se usaron Douglas A-20 Havoc similares). Entró en combate desde Stalingrado (con modelos B/D) hasta la rendición alemana durante mayo de 1945 (con modelos G/J).
A los B-25 que permanecieron en servicio en la Fuerza Aérea Soviética después de la guerra se les asignó el nombre en código de la OTAN Bank (Banco).

#### China
Más de 100 B-25C y D fueron suministrados a los nacionalistas chinos durante la Segunda Guerra Sino-Japonesa. Además, se suministró un total de 131 B-25J a China en el marco del programa Lend-Lease.
Los cuatro escuadrones del 1º BG (1º, 2º, 3º y 4º) del 1º Grupo de Bombarderos Medios se formaron durante la guerra. Anteriormente operaban bombarderos Tupolev SB de fabricación rusa, luego se transfirieron al B-25. El primer BG estaba bajo el mando del ala compuesta chino-estadounidense mientras operaba B-25. Tras el final de la guerra en el Pacífico, estos cuatro escuadrones de bombardeo se establecieron para luchar contra la insurgencia comunista que se estaba extendiendo rápidamente por todo el país. Durante la Guerra Civil China, los Mitchell chinos cpmbatieron junto a de Havilland Mosquito.
En diciembre de 1948, los nacionalistas se vieron obligados a retirarse a la isla de Taiwán, llevándose consigo a muchos de sus Mitchell. Sin embargo, algunos B-25 se quedaron atrás y se pusieron en servicio con la fuerza aérea de la nueva República Popular de China.

#### Fuerza Aérea Brasileña
Durante la guerra, la Força Aérea Brasileira recibió algunos B-25 bajo el programa Lend-Lease. Brasil declaró la guerra a las potencias del Eje en agosto de 1942 y participó en la guerra contra los submarinos en el Atlántico sur. El último B-25 brasileño fue finalmente declarado obsoleto en 1970.

#### Francia Libre
La Real fuerza Aérea entregó al menos 21 Mitchell III al Escuadrón N.º 342, que estaba compuesto principalmente por tripulaciones aéreas de la Francia Libre. Tras la liberación de Francia, este escuadrón se transfirió a la recién formada Fuerza Aérea Francesa (Armée de l'Air) como GB I/20 Lorraine. El avión continuó en operación después de la guerra, y algunos se convirtieron en transportes VIP rápidos. Fueron dados de baja en junio de 1947.

#### Biafra
En octubre de 1967, durante la Guerra Civil de Nigeria, Biafra compró dos Mitchell. Después de algunos bombardeos en noviembre, quedaron fuera de combate en diciembre.

## Variantes

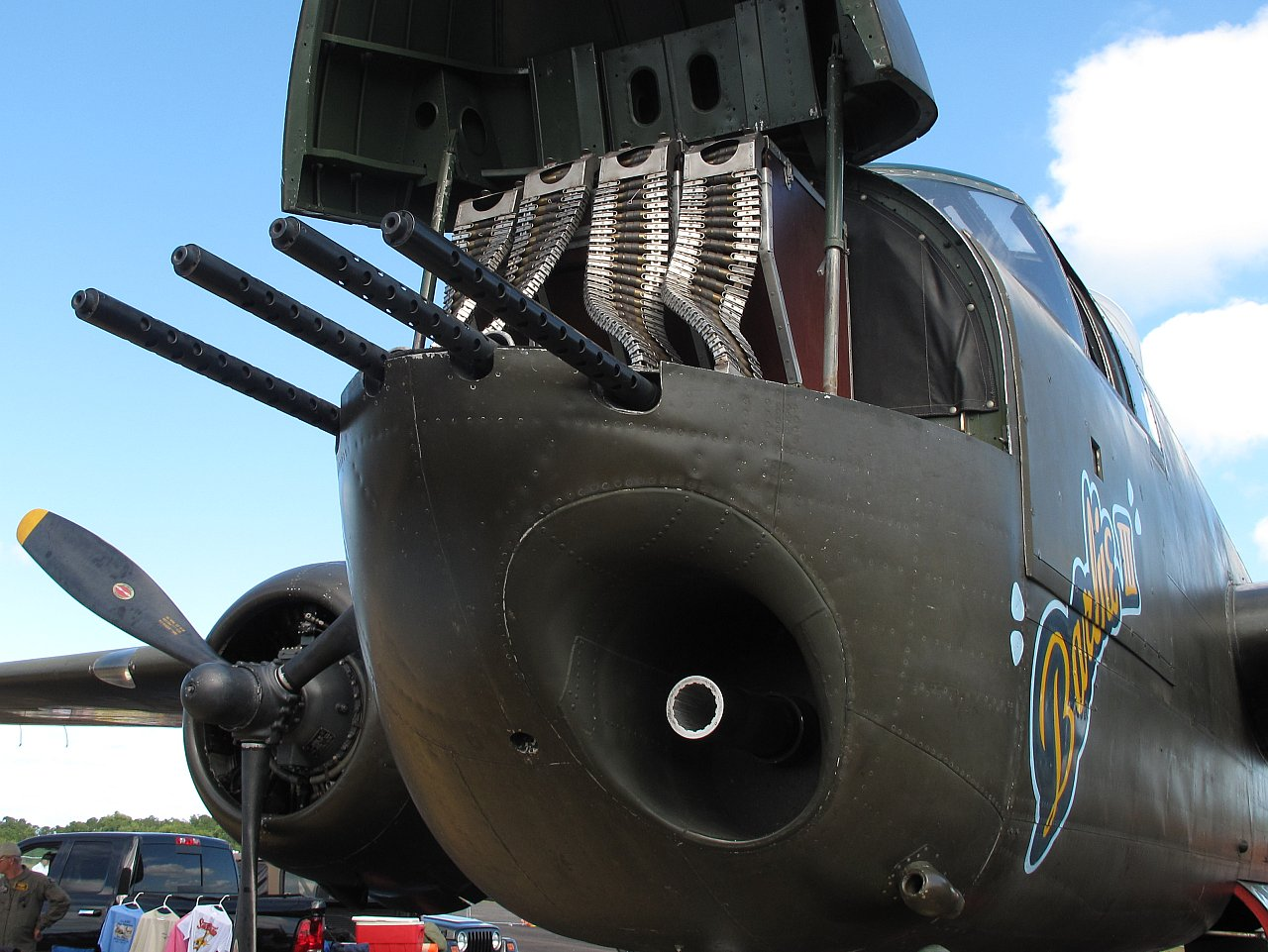
El B-25H Barbie III, con 4 ametralladoras Browning M2 y un cañón M5 75 mm montados en el morro.

Las muchas variantes del B-25 Mitchell llevaron consigo importantes cambios en el avión; en la versión C y D llevaba tan sólo seis ametralladoras de 12,7 mm y una carga bélica de 1361 kg o un torpedo; en una versión antibuque fue dotado de un cañón de 75 mm cuyos proyectiles pesaban 7 kg; en algunas partidas de la versión J que tenía el morro acristalado, la proa fue reconstruida eliminándose las ventanas e instalándose en su lugar una batería de diez ametralladoras, sumando dieciocho en total en esta versión. La Armada estadounidense también tuvo su versión denominada PBJ que podía llevar un radar.
Las versiones C y D sirvieron mayormente en Europa, y muchas fueron cedidas a la URSS.
Casi 10 000 unidades fueron fabricadas entre todas las variantes que participaron en todos los frentes de la guerra.

### Modelo C
El B-25C Mitchell era una versión mejorada del modelo B, con las mejoras de motores radiales Wright R-2600-13, equipo anti-hielo, una burbuja de mira para el navegador y el armamento de morro. El modelo C fue el primero producido en masa, y los aparatos construidos, un total 2625 entre 1941 y 1942. El B-25C fue utilizado por Reino Unido (como "Mitchell II"), los Países Bajos, China, Rusia y Canadá (modelos posteriores fueron utilizados por Brasil y Australia).
Se le agregaron motores radiales Wright R-2600-13, deshielo y el equipo anti-hielo, una burbuja de mira para el navegador y el armamento de nariz cada vez mayor de uno fijo y uno flexible en ametralladoras cal.50. Algunos B-25C fueron modificados para fines particulares o para convertirse en prototipos de aviones de banco de pruebas. Uno fue modificada para su uso como transporte de personal por el General Henry H. "Hap" Arnold y fue redesignado RB-25C. Tres aviones más se modificaron y redesignado XB-25E, F y G, mientras que otro se convirtió en el prototipo B-25H. Otros cinco aviones fueron reconstruidos para convertirse en la primera producción de B-25G.
Algunos B-25C fueron modificados para fines particulares o para convertirse en prototipos de aviones de pruebas. Uno fue modificado para su uso como transporte de personal por el General Henry H. "Hap" Arnold y fue redesignado RB-25C. Tres aviones más se modificaron y redesignaron XB-25E, F y G, mientras que otro se convirtió en el prototipo B-25H. Otros cinco aviones fueron reconstruidos para convertirse en la primera producción de B-25G.

## Operadores
Australia
- Real Fuerza Aérea Australiana: operó 50 aviones.
  - Escuadrón No. 2 RAAF.

 Biafra
- Fuerza Aérea de Biafra: operó dos aviones.

 Bolivia
- Fuerza Aérea de Bolivia: operó 13 aviones.

 Brasil
- Fuerza Aérea Brasileña: operó 75 aviones, incluidos B-25B, B-25C y B-25J.

 Canadá
- Real Fuerza Aérea Canadiense: operó 164 aviones en funciones de bombardero, transporte ligero, entrenador y misiones "especiales".
  - 13 Escuadrón (Mitchell II).

 República de China
- Fuerza Aérea de la República de China: operó más de 180 aviones.

 China
- Fuerza Aérea del Ejército Popular de Liberación: operó aviones chinos nacionalistas capturados.

 Chile
- Fuerza Aérea de Chile: operó 12 aviones.

 Colombia
- Fuerza Aérea Colombiana: operó tres aviones.

 Cuba
- Fuerza Aérea del Ejército de Cuba: operó seis aviones.
- Cuerpo de Aviación del Ejército de Cuba.

 República Dominicana
- Fuerza Aérea Dominicana: operó cinco aviones.

 España
- Ejército del Aire de España: operó un ejemplar ex-USAAF internado en 1944, entre 1948 y 1956.

 Estados Unidos
- Fuerzas Aéreas del Ejército de los Estados Unidos
- Armada de los Estados Unidos: recibió 706 aviones, la mayoría de los cuales fueron luego transferidos al USMC.
- Cuerpo de Marines de los Estados Unidos

 Francia
- Fuerza Aérea Francesa: operó 11 aviones.

 Francia Libre
- Fuerza Aérea Francesa Libre: operó 18 aviones.

 Indonesia
- Fuerza Aérea de Indonesia: recibió algunos B-25 Mitchell de los Países Bajos; el último ejemplar se retiró en 1979.

 México
- Fuerza Aérea Mexicana: recibió tres B-25J en diciembre de 1945, que permanecieron en uso hasta al menos 1950. Se asignaron ocho registros civiles mexicanos a los B-25, incluida una aeronave registrada en el Banco de México, pero utilizada por el Presidente de México.

 Países Bajos
- Real Fuerza Aérea de los Países Bajos: operó 62 aviones.
  - Escuadrón No. 18 (Indias Orientales Holandesas) RAAF.
  - Escuadrón No. 119 (Indias Orientales Holandesas) RAAF.
  - Escuadrón 320 de la RAF.
- Servicio de Aviación Naval de Holanda: operó 107 aviones.
  - Escuadrón 320 de la RAF.

 Indias Orientales Neerlandesas
- Real Fuerza Aérea del Ejército de las Indias Orientales de los Países Bajos: operaron 149 aviones, muchos de ellos después de la guerra.

 Perú
- Fuerza Aérea Peruana: recibió 8 B-25J en 1947, que formaron el Escuadrón de Bombarderos N.° 21 en Talara.

 Polonia
- Fuerzas aéreas polacas en el exilio en Gran Bretaña.
  - No 305 Escuadrón de Bombarderos Polacos.

 Unión Soviética
- Fuerza Aérea Soviética: recibió un total de 866 B-25 de las series C, D, G y J (solo pruebas).

 Reino Unido
- RAF: recibió algo más de 700 aviones.

 Uruguay
- Fuerza Aérea de Uruguay: operó 15 aviones.

 Venezuela
- Fuerza Aérea Venezolana: operó 24 aviones.

## Supervivientes
En la actualidad siguen volando algunos B-25 Mitchell para películas, exhibiciones aéreas y para conmemorar el Día D en Normandía.

## Especificaciones (B-25J)
Referencia datos: Jane's Fighting Aircraft of World War II

### Características generales
- Tripulación: 6 (piloto, copiloto, navegante/bombardero, artillero dorsal/ingeniero, operador de radio/artillero lateral, artillero de cola)
- Carga: 2700 kg (5950,8 lb) para armas
- Longitud: 16,1 m (52,8 ft)
- Envergadura: 20,6 m (67,6 ft)
- Altura: 4,8 m (15,7 ft)
- Superficie alar: 57 m² (613,6 ft²)
- Peso vacío: 9580 kg (21 114,3 lb)
- Peso cargado: 15 200 kg (33 500,8 lb)
- Peso máximo al despegue: 19 000 kg (41 876 lb)
- Planta motriz: 2× motor radial de 14 cilindros en doble estrella refrigerado por aire Wright R-2600 "Cyclone".
  - Potencia: 1700 kW (2344 HP; 2312 CV) cada uno.
- Hélices: Tripala de velocidad constante

### Rendimiento
- Velocidad máxima operativa (Vno): 442 km/h (275 MPH; 239 kt)
- Velocidad crucero (Vc): 370 km/h (230 MPH; 200 kt)
- Alcance: 2174 km (1174 nmi; 1351 mi)
- Alcance en ferry: 4300 km
- Techo de vuelo: 7600 m (24 934 ft)
- Régimen de ascenso: 4 m/s (787 ft/min)
- Carga alar: 270 kg/m² (55,3 lb/ft²)
- Potencia/peso: 182 W/kg

### Armamento
- Ametralladoras: entre 12 y 18× Browning M2 de 12,7 mm (.50 BMG).

  - Configuración para 13x ametralladoras:
    - 2 en la torreta dorsal;
    - 2 en la torreta de cola;
    - 2 en los soportes móviles laterales hacia cada lado;
    - 4 en dos posiciones laterales fijas hacia adelante;
    - 3 en el morro.
- Puntos de anclaje: Afustes externos ventrales y 1 bodega interna con una capacidad de más de 2700 kg, para cargar una combinación de:  
  - Bombas: 2700 kg de bombas de diverso tipo
en la bodega; ó
  - Cohetes: 8x cohetes HVAR de 130 mm (con 1360 kg de bombas en la bodega)
en los afustes ventrales; ó
  - Otros: 1× Torpedo Mark 13 (con 900 kg de bombas en la bodega) 
en los afustes ventrales.

## Galería

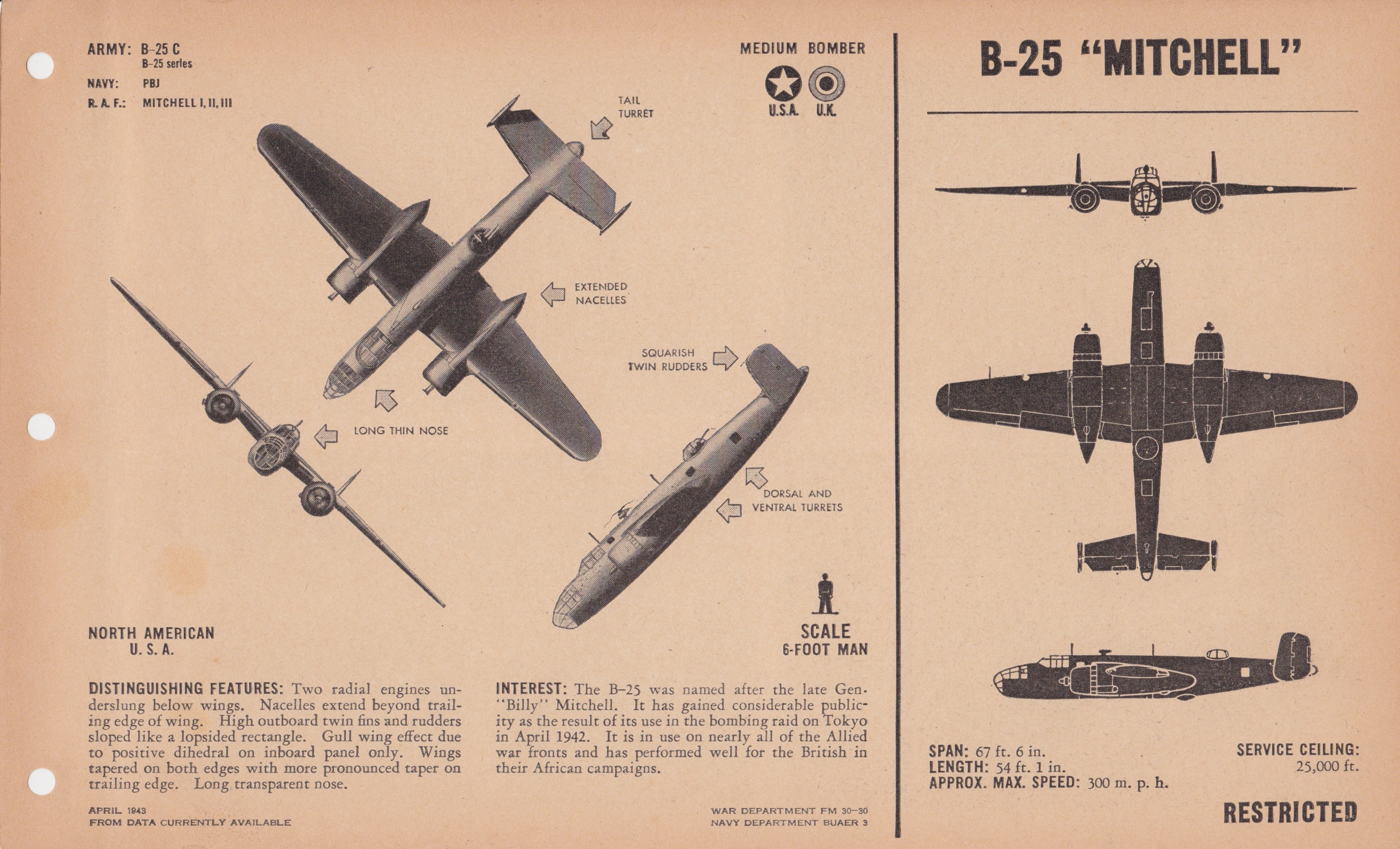
Dibujo 3 vistas y siluetas del B-25 para su identificación.
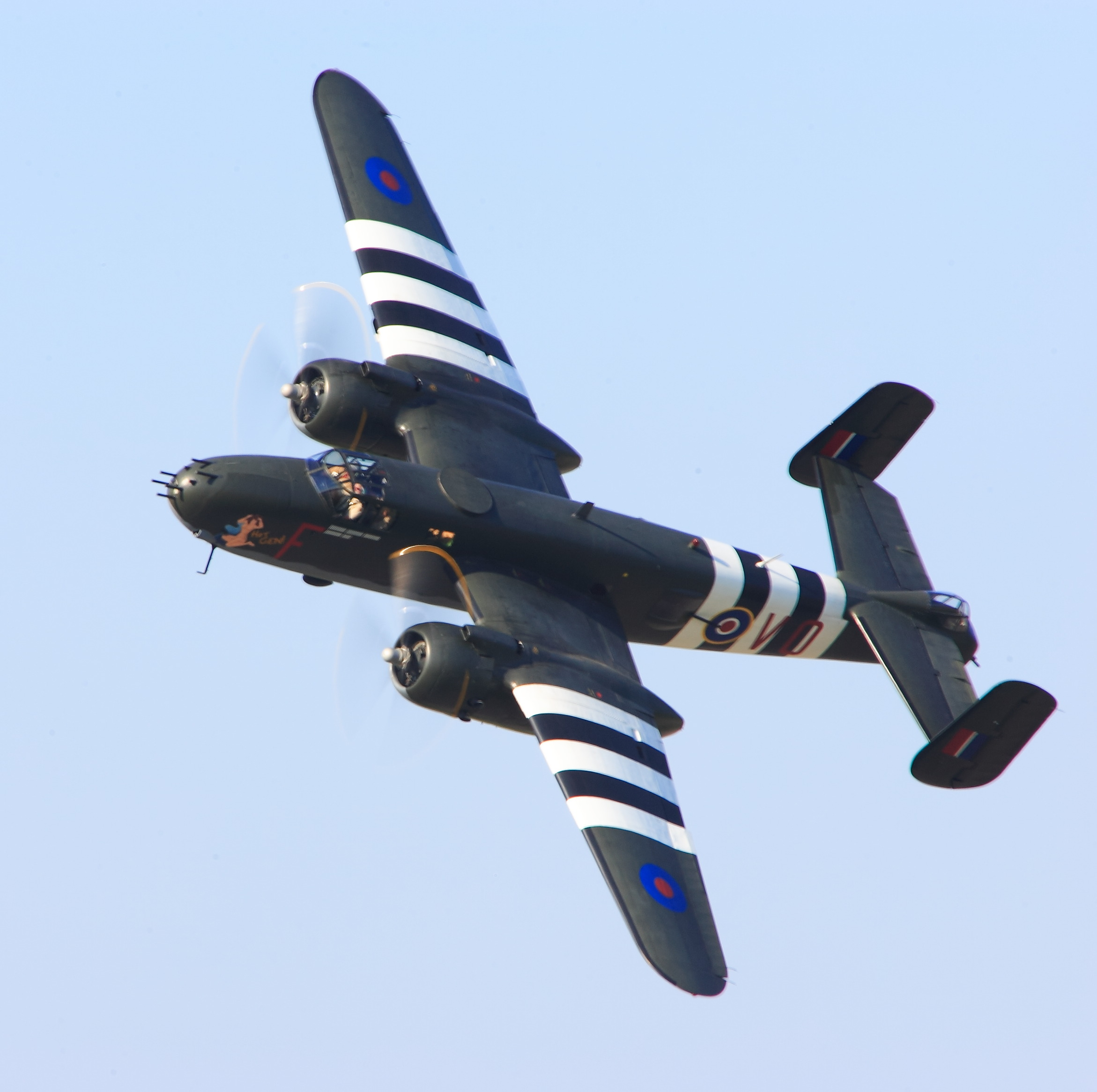
Un B-25 pintado con las Bandas de invasión.
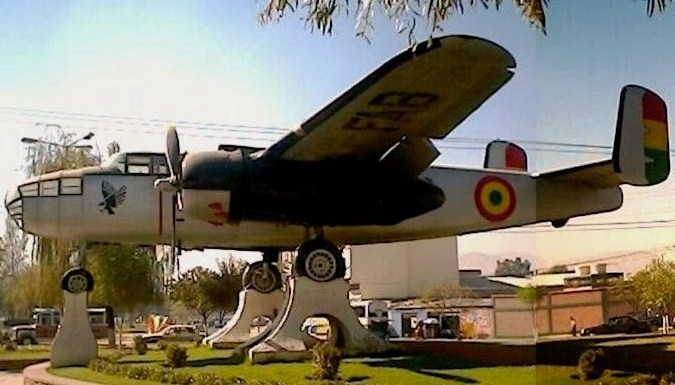
Un North American B-25 Mitchell conservado como monumento en Cochabamba, Bolivia.
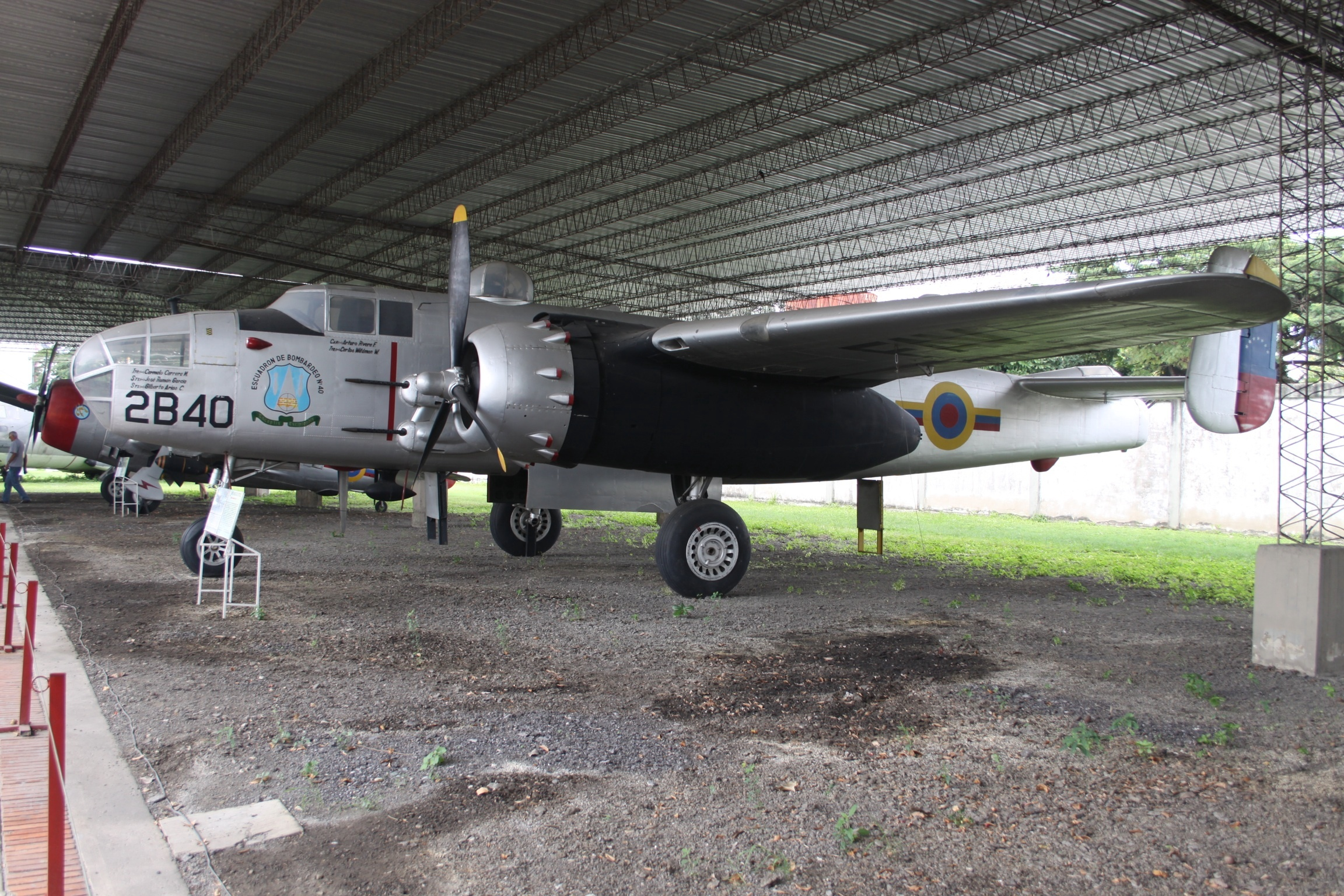
El B-25J del Museo Aeronáutico de Maracay, Venezuela.

## Aeronaves relacionadas

### Desarrollos relacionados
- North American NA-40
- North American XB-21
- North American XB-28 Dragon

### Aeronaves similares
- Junkers Ju 188
- Douglas A-26 Invader
- Martin B-26 Marauder
- Nakajima Ki-49 Donryu
- Mitsubishi G4M
- Mitsubishi Ki-67 Hiryū
- Armstrong Whitworth Albemarle
- de Havilland Mosquito
- Vickers Wellington

### Secuencias de designación
- Secuencia NA-_ (interna de North American): ← NA-37 - NA-38 - NA-39 - NA-40 - NA-41 - NA-42 - NA-43 -- NA-59 - NA-60 - NA-61 - NA-62 - NA-63 - NA-64 - NA-65 -- NA-78 - NA-79 - NA-81 - NA-82 - NA-83 - NA-84 - NA-85 - NA-86 - NA-87 - NA-88 - NA-89 - NA-90 - NA-91 - NA-92 - NA-93 - NA-94 - NA-95 - NA-96 - NA-97 - NA-98 - NA-99 - NA-100 - NA-101 - NA-102 - NA-103 -- NA-105 - NA-106 - NA-107 - NA-108 - NA-109 - NA-110 - NA-111 - NA-112 - NA-113 - NA-114 - NA-115 - NA-116 - NA-117 - NA-118 →
- Secuencia B-_ (Bombarderos del USAAC/USAAF/USAF, 1926-1962): ← XB-21 - XB-22 - B-23 - B-24 - B-25 - B-26 - XB-27 - XB-28 - B-29 →
- Secuencia F-_ (Aviones de Reconocimiento del USAAC/USAAF/USAF (Prefijo F-), 1930-1948): ← F-7 - F-8 - F-9 - F-10 - F-11 - F-12 - F-13 →
- Secuencia AT-_ (Entrenadores Avanzados del USAAC/USAAF, 1925-1948): ← AT-21 - AT-22 - AT-23 - AT-24
- Secuencia PB_J (Bombarderos de Patrulla de la Armada estadounidense, 1935-1962 (North American, 1937-1962)): PBJ